# Gymnoleon externus
Gymnoleon externus är en insektsart som först beskrevs av Navás 1911.  Gymnoleon externus ingår i släktet Gymnoleon och familjen myrlejonsländor. Inga underarter finns listade i Catalogue of Life.